# Aerojet SD-2 Overseer
L'Aerojet SD-2 Overseer est un véhicule aérien sans pilote développé par Aerojet General et Rheem Manufacturing Company (en) dans les années 1950 pour l'Armée des États-Unis. Produit en nombre limité, il n'a jamais été mis en service opérationnel.

## Conception et développement
Le développement du drone SD-2 débute en 1957 par la Rheem Manufacturing Company (en), et le projet se poursuit jusqu'à l'acquisition de la société par Aerojet General en 1959,.
Développé dans le cadre du système de surveillance AN/USD-2, le SD-2 est conçu pour être lancé par camion à l'aide de deux propulseurs à propergol solide. Après le lancement, un moteur à pistons assure la propulsion. À la fin de sa mission, le drone est récupéré par parachute. Le contrôle est assuré par un système de translatation pour la navigation, similaire à la technologie GPS différentielle beaucoup plus tardive, qui permet à l'aéronef de se diriger sur une trajectoire préprogrammée.
Le SD-2 est conçu pour utiliser un système de capteurs modulaire, ce qui permet de changer d'équipement entre les missions en fonction des besoins. Les charges utiles disponibles comprend des caméras pour la photographie récupérée ou en temps réel, un capteur infrarouge AN/AAD-2, un radar aéroporté à visée latérale AN/DPD-2 ou un équipement pour la distribution d'agents de guerre biologiques ou chimiques à partir de réservoirs montés sous les ailes de l'aéronef.

## Historique opérationnel
Trente-cinq SD-2 sont fabriqués. Les mauvais résultats du système de navigation entraînent l'annulation du système en 1966, et le programme se termine sans qu'aucun Overseer soit passé en service opérationnel. En 1963, le SD-2 reçoit la désignation MQM-58A dans le cadre du système de désignation révisé.

## Spécifications
Données de Jane's All The World's Aircraft 1965–66
Caractéristiques générales
- Équipage : Aucun
- Longueur : 4.90
- Envergure : 4.06
- Hauteur : 1.09
- Allongement : 6.4
- Masse à vide : 450
- Masse typique : 510
- Masse maximale au décollage : 510 kg sans boosters, 605 kg avec boosters
- Moteur : 1   moteur à pistons opposés horizontalement Lycoming LIO-360-B1B de 168 kW

 Performances 
- Vitesse maximale : 556 km/h
- Distance franchissable : 185 km
- Plafond : 6 100 m
- Autonomie: 45 minutes

Avionique

- 106 kg (capacité de l'équipement)